# Адаш (дъб)
А̀даш (на полски: Dąb Adaś) е вековен дъб (Quercus robur), намиращ се в Полша.
Дървото е защитено като природна забележителност. Намира се в община Шчечинска Добра. Расте в близост до туристическата пътека, водеща към село Добра, разположено над езерото Швидве.